# Anapisa schoutedeni
Anapisa schoutedeni là một loài bướm đêm thuộc phân họ Arctiinae, họ Erebidae.